# Paratrichius taiwanus
Paratrichius taiwanus är en skalbaggsart som beskrevs av Iwase 1993. Paratrichius taiwanus ingår i släktet Paratrichius och familjen Cetoniidae. Inga underarter finns listade i Catalogue of Life.